# Factibilidad
Factibilidad se refiere a la disponibilidad de los recursos necesarios para llevar a cabo los objetivos o metas señaladas, es decir, si es posible cumplir con las metas que se tienen en un proyecto, tomando en cuenta los recursos con los que se cuenta para su realización.
Estos resultados se entregaron a la gerencia, quienes son los que aprueban la realización del sistema informático.
El estudio de factibilidad es una tarea que suele estar organizada y realizada por los analistas de sistemas. El estudio consume aproximadamente entre un 5 % y un 10 % del costo estimado total del proyecto, y el período de elaboración del mismo varía dependiendo del tamaño y tipo de sistema a desarrollar.

## Tipos de factibilidad

### Factibilidad económica o financiera
Se refiere a que se dispone del capital en efectivo o de los créditos de financiamiento necesario para invertir en el desarrollo del proyecto, el cual deberá haber probado que sus beneficios a obtener son superiores a sus costos en que incurrirá al desarrollar e implementar el proyecto o sistema; tomando en cuenta la recesión económica y la inflación para determinar costos a futuro.
Los estudios de factibilidad económica incluyen análisis de costos y beneficios asociados con cada alternativa del proyecto. Con análisis de costos/beneficio, todos los costos y beneficios de adquirir y operar cada sistema alternativo se identifican y se hace una comparación de ellos. Primero se comparan los costos esperados de cada alternativa con los beneficios esperados para asegurarse que los beneficios excedan a los costos. Después la proporción costo/beneficio de cada alternativa se compara con las proporcionan costo/beneficio de las otras alternativas para identificar la alternativa que sea más atractiva en su aspecto económico. Una tercera comparación, por lo general implícita, se relaciona con las formas en que la organización podría gastar su dinero de modo que no fuera en un proyecto de sistemas, para la inversión privada.

### Factibilidad comercial o de mercado
Proporciona un mercado de clientes dispuestos a adquirir y utilizar los productos y servicios obtenidos del proyecto desarrollado. Asimismo, indica si existen las líneas de obtención, distribución y comercialización del producto del sistema y de no ser así, indica que es posible crear o abrir esas líneas para hacer llegar las mercancías o los servicios a los clientes que así lo desean.
Indicará si el mercado es o no sensible al bien o servicio producido por el proyecto y la aceptabilidad que tendría en su consumo o uso. 
Metodológicamente son cuatro los aspectos que deben estudiarse:
1.-El consumidor y las demandas del mercado y del proyecto, actuales y proyectadas.
2.-La competencia y las ofertas del mercado y del proyecto, actuales y proyectadas.
3.-Comercialización del producto del proyecto.
4.-Los proveedores y la disponibilidad y precio de los insumos proyectados.
El análisis del consumidor tiene por objeto caracterizar a los consumidores actuales y potenciales, identificando sus preferencias, hábitos de consumo, motivaciones, etc. Esta caracterización es el dato clave para terminar de definir el producto y la estrategia de comercialización.
Debe analizarse la demanda presente y la futura, y las variables relevantes para su estimación, tales como población objetivo, niveles de ingreso esperado, y bienes complementarios o sustitutos que ya existan o estén por entrar al mercado. En algunos casos, será relevante conocer, no solo el mercado local, sino el regional, nacional o incluso el internacional.
La estrategia de comercialización también se vería influenciada por lo que esté haciendo la competencia, conocer su capacidad instalada y su nivel de utilización, la tecnología incorporada en su proceso productivo y posibles programas de actualización, sus fallas y limitaciones en cuanto a la calidad del producto, empaque, mercadeo y divulgación.
La determinación de la demanda y oferta global suele ser compleja y mucho más difícil es determinar cuanto de ese mercado puede ser capturado por el proyecto.
El análisis de comercialización debería definir la política de ventas, precio, marcas, estrategia publicitaria, calidad del producto, creación de imagen, fuerza de ventas, estilos de ventas, todas estas decisiones deben traducirse a costos e ingresos para estimar de la manera más aproximada posible qué sucederá cuando el proyecto sea implementado.
Por último el mercado de proveedores determinará los costos de provisión del bien o servicio, pudiendo incluso determinar la localización del proyecto. En cuanto a la demanda de los insumos, es necesario conocer los diferentes demandantes, no sólo a nivel de los otros productores del bien o servicio que genere el proyecto, sino, en general, de todos aquellos que también hagan uso de ellos.
En cuanto a la oferta de insumos es importante establecer la disponibilidad presente y futura de los distintos insumos, tanto en el mercado doméstico como en el mercado internacional, y buscar posibles alternativas de sustitución. Con esta información se podrán hacer estimaciones de precios esperados de los insumos a lo largo de la frontera del análisis.

### Factibilidad humana u operacional
Se refiere a que debe existir el personal capacitado requerido para llevar a cabo el proyecto y así mismo, deben existir usuarios finales dispuestos a emplear los productos o servicios generados por el proyecto o sistema desarrollado.

### Factibilidad técnica o tecnológica
Indica si se dispone de los conocimientos y habilidades en el manejo de métodos, procedimientos y funciones requeridas para el desarrollo e implantación del proyecto. Además indica si se dispone del equipo y herramientas para llevarlo a cabo, y de no ser así, si existe la posibilidad de generarlos o crearlos en el tiempo requerido por el proyecto.

### Factibilidad Organizacional
Determina si existe una estructura funcional y/o divisional de tipo formal o informal que apoyen y faciliten las relaciones entre personal, sean empleados o gerentes, de tal manera que provoquen un mejor aprovechamiento de los recursos especializados y una mayor eficiencia y coordinación entre los que diseñan, procesan, producen y comercializan los productos o servicios.

### Factibilidad legal
Se refiere a que el desarrollo del proyecto o sistema no debe infringir alguna norma o ley establecida a nivel local, municipal, estatal, federal o Mundial.
Es una evaluación que demuestre que el negocio puede ponerse en marcha y mantenerse, mostrando evidencias de que se ha planeado cuidadosamente.

### Factibilidad política
Se refiere a que el sistema o proyecto propuesto debe respetar los acuerdos, convenios y reglamentos internos de tipo empresarial, industrial, sindical, religioso, partidista, cultural, deportivo o algún otro relacionado con el ámbito del proyecto.

### Factibilidad de tiempo
En ella se verifica que se cumplan los plazos entre lo planeado y lo real, para poder llevar a cabo el proyecto 
- Datos: Q5840287